# Wellington (Ohio)
Wellington é uma vila localizada no estado norte-americano de Ohio, no Condado de Lorain.

## Demografia
Segundo o censo norte-americano de 2000, a sua população era de 4511 habitantes.
Em 2006, foi estimada uma população de 4671, um aumento de 160 (3.5%).

## Geografia
De acordo com o United States Census Bureau tem uma área de 7,7 km², dos quais 7,6 km² cobertos por terra e 0,1 km² cobertos por água. Wellington localiza-se a aproximadamente 249 m acima do nível do mar.

## Localidades na vizinhança
O diagrama seguinte representa as localidades num raio de 16 km ao redor de Wellington.